# 伏見町 (奈良県)
伏見町（ふしみちょう）は奈良県北西部、生駒郡に属していた町。現在は奈良市の西部、大和西大寺駅および菖蒲池駅周辺にあたる。

## 歴史
- 1889年（明治22年）4月1日 - 町村制の施行により、添下郡 西大寺村、青野村、宝来村、疋田村、平松村、菅原村が合併し伏見村が成立。
- 1896年（明治29年）3月29日 - 所属郡を生駒郡に変更する。
- 1950年（昭和25年）7月1日 - 町制施行し、伏見町となる。
- 1955年（昭和30年）3月15日 - 富雄町、帯解町、辰市村、五ヶ谷村、明治村とともに奈良市へ編入され、消滅。

## 経済

### 産業
農業
『大日本篤農家名鑑』によれば、伏見村の篤農家は梅森、岡本、藤村、森本、吉川、杉村、中島、今西、三好、上村、前田姓の人物がいた。
遊園地
- 近鉄あやめ池遊園地

### 地主
上村藤三郎は奈良県の大地主である。

## 地域

### 施設
宗教
- 菅原神社[3]

## 交通

### 鉄道路線
- 近畿日本鉄道
  - 奈良線
    - 菖蒲池駅 - 大和西大寺駅

### 道路
- 主要地方道大阪枚岡奈良線

## 出身・ゆかりのある人物
- 上村耕作[4]（衆議院議員、会社役員） - 原籍は伏見村疋田[5]。